# Sarah Sze
Sarah Sze, född 1969 i Boston, är en amerikansk konstnär mest känd för hennes multimedia skulpturer.
Sze utbildade sig på Yale University med en kandidatexamen 1991 och på School of Visual Arts i New York med en magisterexamen 1997. 
Hon representerade USA i Venedigbiennalen 2013.
2018-2019 var Sze en av de konstnärer som presenterades i grupputställningen Entangle / Konst och fysik på Bildmuseet, Umeå Universitet.

## Offentliga verk i urval
- Still life with landscape, rostfritt stål, 2011-12, The High Line i New York[7]
- Still life with landscape, rostfritt stål, 2011-12, i Ekebergparken skulpturpark i Oslo